# Dekatron

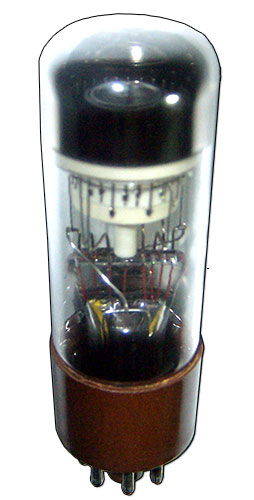
Un decatron a 8 pin

Un dekatron in azione

Un dekatron (o decatron) è una particolare tipologia di valvola termoionica utilizzata come contatore di impulsi.
I dekatron venivano principalmente usati nei computer prodotti tra gli anni 1950 e 1960 per scopi di conteggio o come divisori di frequenza nell'ordine dei kHz, fino ad arrivare al massimo di 1 MHz nel caso di dekatron a idrogeno.
Internamente, un dekatron consiste di dieci catodi, uno o due elettrodi di controllo e un anodo comune.
Per operare, un dekatron necessita tensioni anodiche dai 350 ai 600 V e richiede di essere resettato alla prima accensione con un impulso negativo sul catodo di inizio conteggio.
La maggioranza dei dekatron opera con conteggio decimale, ma sono previsti anche modelli per conteggio in base-5 e base-12.
Oggi i dekatron sono stati completamente sostituiti dal transistor, ma rimangono utilizzati in campo hobbistico per la creazione di particolari orologi.